# Symbolique du renard
 (mai 2010).
Si vous disposez d'ouvrages ou d'articles de référence ou si vous connaissez des sites web de qualité traitant du thème abordé ici, merci de compléter l'article en donnant les références utiles à sa vérifiabilité et en les liant à la section « Notes et références ».

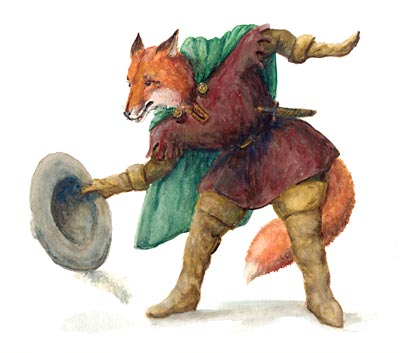
Illustration du Roman de Renart.

La symbolique du renard est vaste et associe généralement cet animal à la flatterie, au mensonge, à la malice et à la ruse.
De nombreux peuples ont remarqué les mœurs rusées du renard et les traduisent de manières différentes dans leurs récits mythologiques.

## En Europe
Dans l'imaginaire européen, le renard est associé à la flatterie, au mensonge, à la malice et à la ruse.
Chez les peuples du nord de l'Europe, le renard est l'un des animaux emblématiques de Loki, dieu scandinave du feu et de la malveillance. Par ailleurs, Renarde semblerait recouvrir une Dise Matrone du Rhin. Selon certaines sources, il aurait guidé Orphée dans sa descente aux Enfers. Le renard est aussi le symbole des habitants de la ville grecque de Messène (voir Créontadiès).
Dans la mythologie grecque, le renard de Teumesse est une créature fantastique rattachée au cycle thébain.
L'enfant au renard est une anecdote rapportée par Plutarque et qui devient très populaire dans l'Antiquité comme symbole des rigueurs de l'éducation spartiate : l'enfant préfère se laisser dévorer les entrailles plutôt que d'avouer le vol d'un renardeau qu'il cache dans son manteau.
Antoine de Saint Exupéry évoque un Renard parlant au Petit Prince.
En Europe de l’est, la figure du renard joue un rôle important dans les contes d'animaux slaves. Il s'agit toujours d'un personnage féminin, le terme russe (лиса, lissa, ou лисица, lissitsa), étant féminin. On la rencontre par exemple dans le célèbre conte Kolobok.

## En Amérique
Son nom espagnol, zorro, est aussi celui d'un célèbre justicier masqué héros de nombreuses fictions.

## En Asie de l'Est

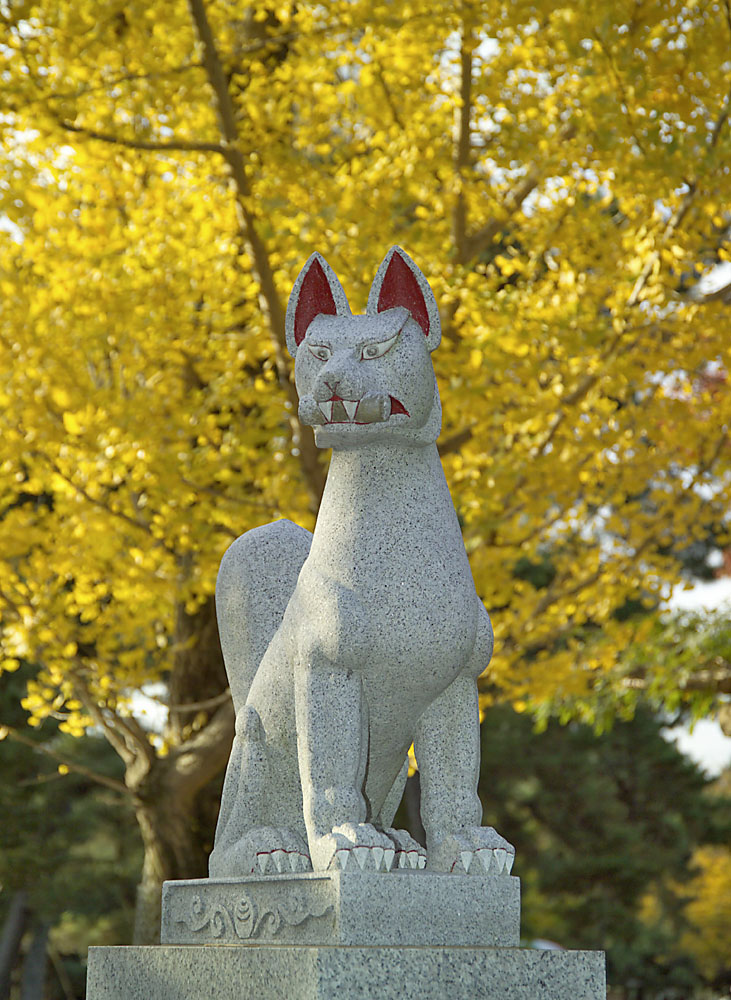
Statue de renard au sanctuaire shinto dédié à Inari, adjacent au temple bouddhiste de Nara

Dans de nombreux pays d'Orient, le renard est un animal au caractère ambigu, tantôt bienveillant, tantôt malfaisant. Dans le folklore populaire, l’esprit-renard est une créature dotée de pouvoirs magiques comme la métamorphose ou la possession d'êtres humains. Ils se transforment généralement en être humain pour les séduire et leur voler leur esprit vital, et peuvent posséder des personnalités importantes pour semer le chaos à grande échelle. Avec le temps et le perfectionnements de leurs pouvoirs magiques au cours des siècles qui passent, les renards peuvent changer d'apparence et d'état, pour devenir des êtres spirituels et acquièrent nouvelles queues, jusqu'à devenir des renards à neuf queues, au bout d'un millier d'années.
En Corée, les esprits-renards, notamment les renards à neuf queues, connus sous le nom de kumiho, sont connus pour leur caractère maléfique et vampirique. Ils déciment des familles entières pour s'emparer de leur cœur et de leur foie.
Au Japon, les renards sont également associés à des rites religieux shintō et bouddhistes, ce sont les messagers et représentants d'Inari, la divinité de l'agriculture et de l'industrie. Dans le folklore japonais, le renard est également connu comme le grand rival du tanuki, un autre canidé vivant sur l'archipel, dans lesquels ils se distinguent généralement de ces derniers par leur apparence et leur caractère noble et distingué.